# Petar Kružić

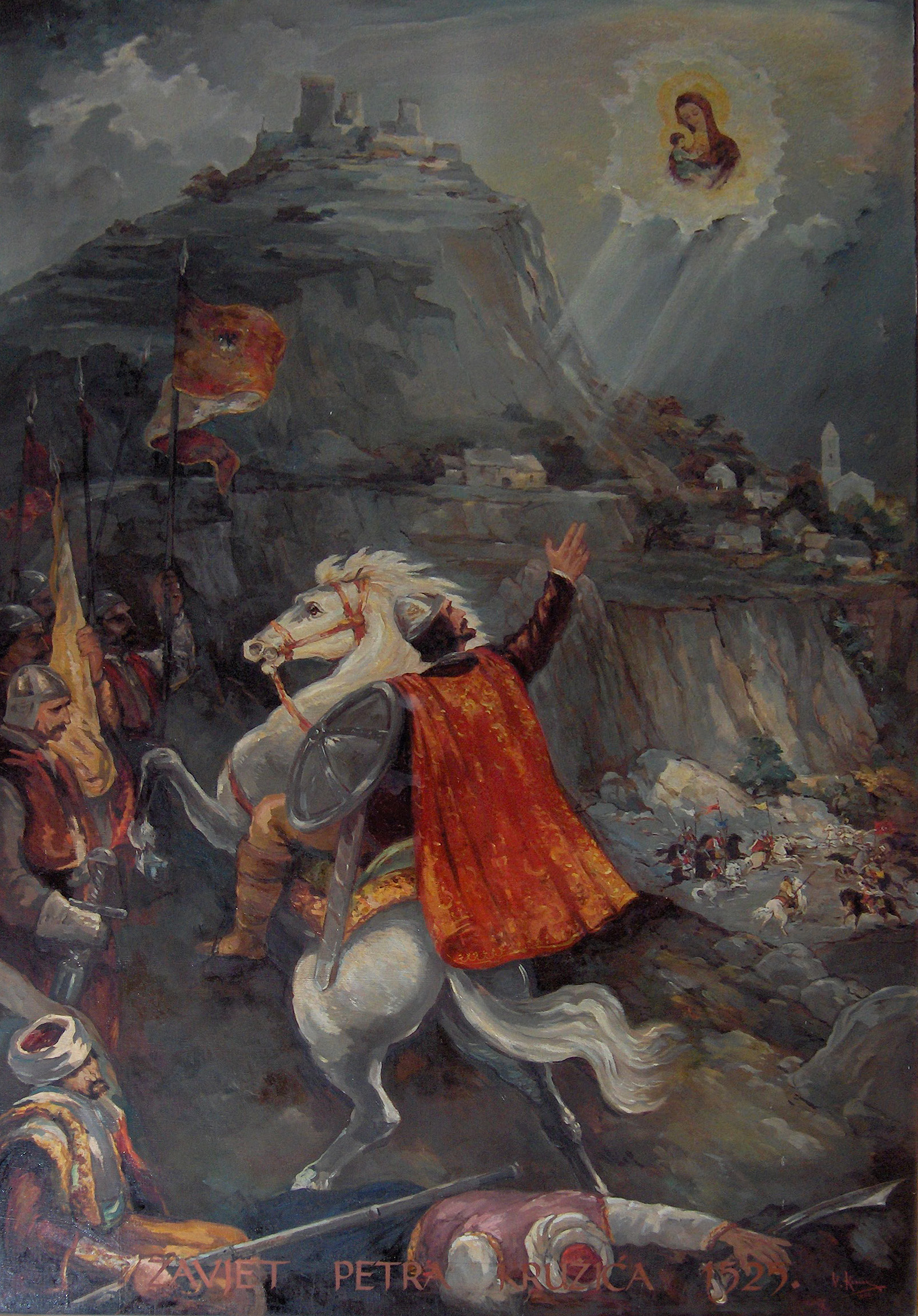
Darstellung des Petar Kružić auf einem Gemälde in der Wallfahrtskirche der „Muttergottes von Trsat“ in Rijeka

Petar Kružić (verdeutscht Peter Krusitsch, ungarisch Krusics Péter; † 1537 in Klis) war ein Adliger in dem von den Habsburgern bestimmten Kroatien, der insbesondere durch die Verteidigung der Stadt Klis gegen die Osmanen bekannt wurde.

## Leben

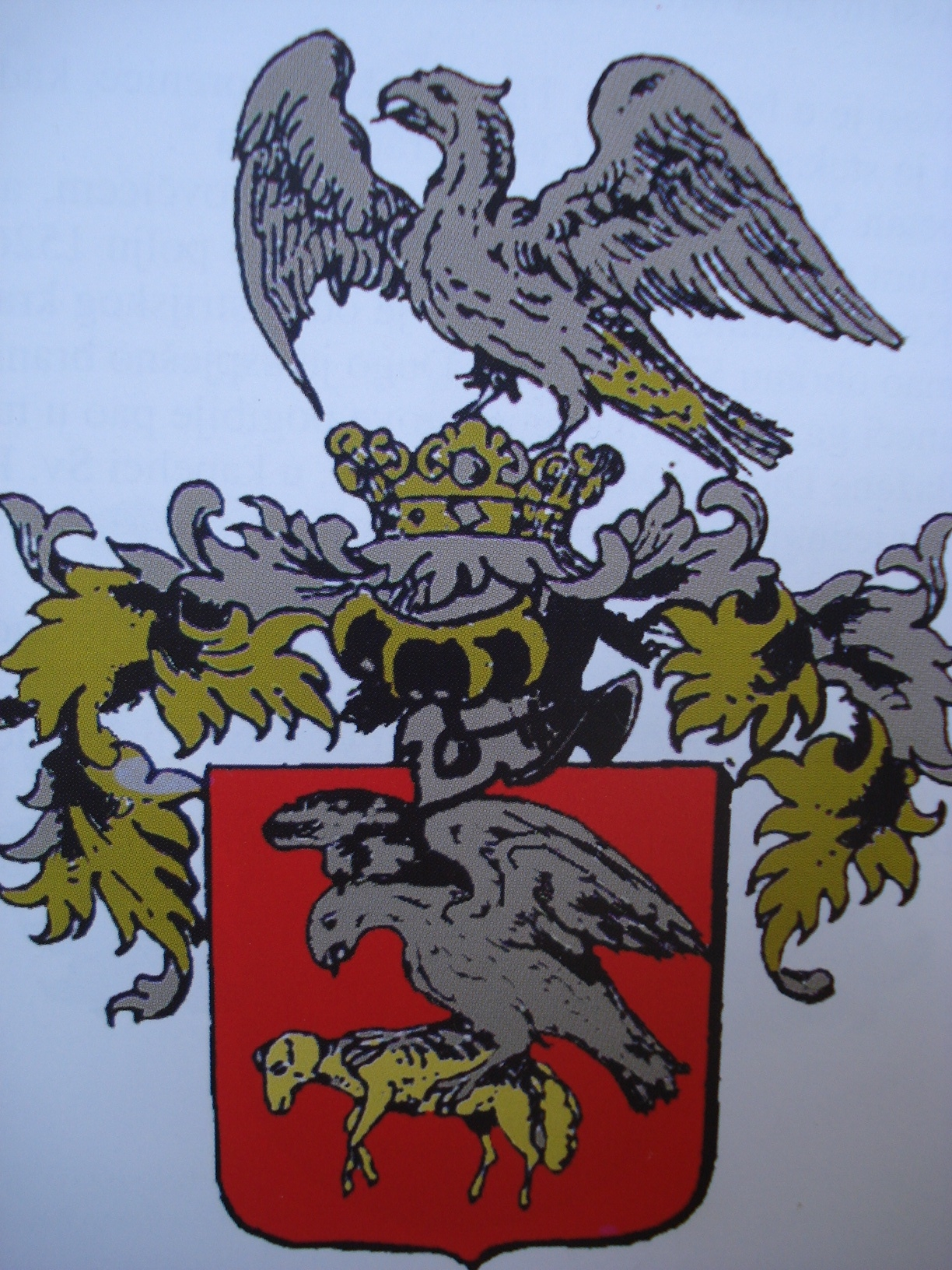
Wappen der Adelsfamilie Kružić

Kružić regierte über die zu seiner Zeit blühende Hochfestung und Stadt Klis in Mitteldalmatien, die etwa 15 km von Split entfernt liegt, und trug nach dieser Stadt den Adelstitel „kliški knez“.
Es gelang ihm, Klis 15 Jahre lang gegen die Soldaten des Osmanischen Reiches zu verteidigen. Im Jahr 1524, als Petar Kružić für einige Tage nach Senj gereist war, um Soldaten zu rekrutieren, wurde die Stadt vom osmanischen Feldherrn Mustafa umzingelt. Als Kružić nach nur einem Tag über den Hafen Solin zurückkam, schlug er mit einem überwältigenden Sieg die deutlich in Überzahl befindlichen osmanischen Streitkräfte in die Flucht.
Nach der militärischen Niederlage in der Schlacht bei Mohács und dem Fall von Obrovac im Jahr 1526 war die Stadt jedoch von allen Seiten von den Osmanen umzingelt. Durch Verrat wurde Klis eingenommen, als Petar Kružić gerade in Ancona war, um neue Truppen zu rekrutieren. Schnell reagierte Kružić und segelte mit etwa 2.000 Soldaten nach Klis zurück. Er besiegte die Osmanen abermals und eroberte die Nachbarstadt Solin zurück, die aber kurz darauf abermals von den Osmanen wieder eingenommen wurde.
Kružić konnte immer auf die Hilfe des Vatikans zählen; die Päpste Clemens VII. und Paul III. wussten dies zu schätzen und unterstützten ihn so sehr, dass Sultan Süleyman I. sogar verkündete, Klis sei eine päpstliche Stadt, die schon deshalb unbedingt eingenommen werden müsse. 1531 ließ Kružić die Stufen zur Wallfahrtskirche von Trsat errichten, die auch heute noch seinen Namen tragen.
1535 wurden die Osmanen in eine Falle gelockt und innerhalb der Mauern der von ihnen schon gewonnen geglaubten Stadt Klis besiegt. Als aber Solin 1536 von den Osmanen erobert wurde, bereiteten sich die Truppen des Osmanischen Reiches auf die Entscheidungsschlacht um Klis vor. Als die Stadt ein Jahr später angegriffen wurde, zogen mit Kružić noch 3000 deutsche Soldaten und 700 Italiener (die Papst Paul III. geschickt hatte) in den Kampf. Nachdem die Türken jedoch begannen, mit lautem Geschrei vom Berg herab anzurennen, zogen sich der Überlieferung nach die deutschen und italienischen Truppen verängstigt zurück und ließen Kružić alleine mit einigen wenigen Männern auf dem Schlachtfeld.

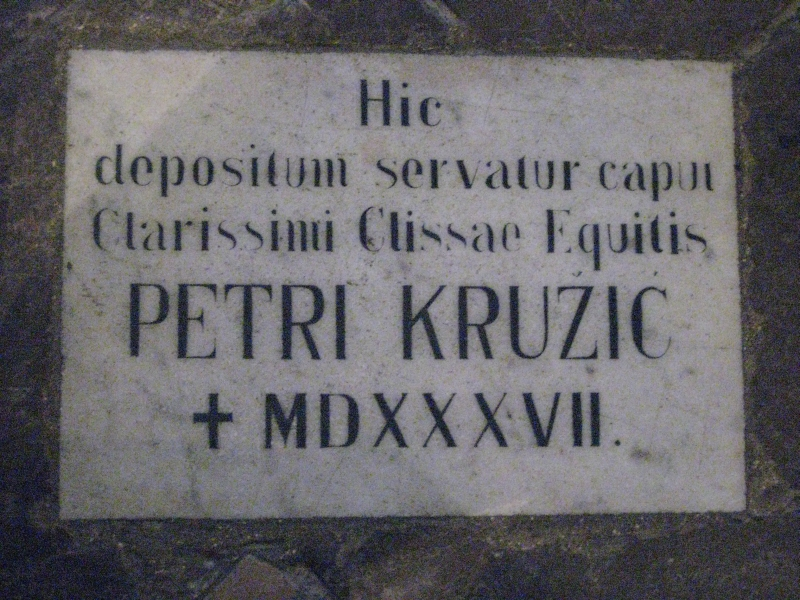
Grabplatte des Petar Kružić

Kružić schaffte die Flucht nicht mehr und wurde von osmanischen Soldaten getötet. Nach seinem Tod wurde Klis kampflos übergeben, unter der Bedingung, dass die Türken zwar die Kontrolle über das Umland, jedoch nicht über die Stadt haben sollten.